# Bodyslam
Bodyslam ist eine Rockband aus Thailand. Das bisher letzte Album der Band erschien 2024 unter dem Namen Sunny Side Up.

## Bandgeschichte
Die Band gründete sich unter dem Namen La-On (Thai: ละอ่อน), was so viel wie „unerfahren“ bedeutet. La-On, mit damals sechs Bandmitgliedern, nahm 1996 an einem Bandwettbewerb für High-School Studenten teil. Man erreichte den ersten Platz des Wettbewerbs, und das Label Music Bug nahm die Band unter Vertrag. 1997 erschien dann das erste Album mit dem Titel La-On. Der bekannteste Song des Albums ist Dai Rue Plao (ได้หรือเปล่า). Im selben Jahr hatte die Band einen Auftritt in der thailändischen Seifenoper Thep Niyai Nai Sano (เทพนิยายนายเสนาะ), an deren Soundtrack sie auch mitwirkten. Das Album zur Serie erschien dann 1997.
Nach einer längeren Pause erschienen sie 2002 zurück in der Öffentlichkeit, allerdings unter dem jetzigen Namen Bodyslam. Nur drei der vormals sechs Mitglieder waren jetzt noch dabei. Das erste Album unter dem neuen Namen trug den Namen „Bodyslam“ und erschien 2002, gefolgt von "Drive" im Jahr 2003. Mit dem Album „Drive“ gewannen sie den „Channel [V] Thailand Music Video Award“ für die beliebteste Gruppe.
Viele Veränderungen innerhalb der Band gab es dann erneut nach dem nächsten Album. Sie verließ das Label Music Bug und unterschrieben beim Marktführer GMM Grammy. Gitarrist Ratthapol Pannachet verließ die Band, um eine Solokarriere zu starten. Der langjährige Schlagzeuger Suchuch Chaneed wurde offizielles Mitglied der Band und trat von da an auch in Videos auf.
Im April 2005 erschien das dritte Bodyslam Album „Believe“. Es machte sie zu einem der Topacts von GMM Grammy. Es folgte eine lange Tournee, welche bis 2005 dauerte. Sie gewannen den 4th Fat Award für das beliebteste Album und den Song des Jahres Khwam Chuea (ความเชื่อ).
Im September 2007 erschien das Album Save my Life. Der Erfolg dieses Albums bescherte Bodyslam eine größere Fangruppe, wodurch sie zu einer der momentan populärsten Rockbands Thailands wurden. Im März 2008 erhielten sie den Season Award für die beste Rockgruppe und für das beste Rockalbum. Außerdem wurde ihr Song Ya pid als bester Rocksong ausgezeichnet.
Auf dem vorletzten Album Kraam ist u. a. der Titel Kid hod (คิดฮอด) enthalten, der in Zusammenarbeit mit der thailändischen Sängerin Siriporn Ampaipong (auch Siriporn Umpaipong) entstanden ist. Dieses Lied verbindet Elemente des Mor Lam, einer traditionellen Musikrichtung aus dem Nordosten Thailands, mit der Rockmusik der Band.

## Diskografie

### La-On
- La-On (ละอ่อน) (1997)
- Thep Niyai Nai Sano, Soundtrack Album (เทพนิยายนายเสนาะ) (März 1998)

### Bodyslam

#### Alben
- Bodyslam (2002)
- Drive (2003)
- Believe (April 2005)
- Save My Life (September 2007)
- Kraam (Juni 2010)
- Dharmajāti (September 2014)
- Wichatuabau (Januar 2019)
- Sunny Side Up (2024)

#### DVD / VCD
- Believe, Bodyslam in Concert (Thunder Dome 14. Mai 2005)
- Big Body Concert, Big Ass & Bodyslam in Concert (Impact Arena 9. Oktober 2005)
- Every Bodyslam in Concert (Impact Arena 5. Juli 2008)
- Bodyslam live in Kraam (Rajamangala National Stadium 27. November 2010)
- Bodyslam Nueng Len Concert (2013)

## Auszeichnungen
- Channel V Thailand Music Video Award: Beliebteste Band (2003)
- 4th Fat Award für das beliebteste Album und dem Song des Jahres „Khwam Chuea“ (ความเชื่อ) (2005)
- Season Award als beste Rockgruppe, das beste Rockalbum und den besten Rocksong (2008)